# 基隆路駅
基隆路駅（キールンろえき）は、中華人民共和国上海市浦東新区に位置する上海地下鉄10号線の駅。

## 歴史
- 2020年12月26日：開業[1]。

## 駅構造
相対式ホーム2面2線を有する高架駅。

### のりば
| 番線 | 路線     | 行先                   |
| ---- | -------- | ---------------------- |
| 1    | ■ 10号線 | 虹橋火車站・航中路方面 |
| 2    | ■ 10号線 | 降車ホーム             |

## 隣の駅
上海軌道交通
■ 10号線
港城路駅 - 基隆路駅